# NGC 3984
NGC 3984 (NGC 3971) je lećasta galaktika u zviježđu Velikom medvjedu. Naknadno je utvrđeno da je NGC 3971 ista galaktika.

## Vanjske poveznice
- (eng.) SEDS: NGC 3984
- (eng.) Revidirani Novi opći katalog
- (eng.) Izvangalaktička baza podataka NASA-e i IPAC-a
- (eng.) Astronomska baza podataka SIMBAD
- (eng.) VizieR